# Paul Troger
Paul Troger (30. října 1698 Welsberg (italsky Monguelfo-Tesido), Tyrolsko – 20. července 1762 Vídeň) byl rakouský malíř, jeden z hlavních představitelů rakouského pozdně barokního malířství v habsburské monarchii.
Na své cestě po Itálii poznal tehdejší malířství v Benátkách, Římě, Neapoli a Bologni. Od 1725 žil a pracoval v Habsburské monarchii především jako malíř kostelních fresek a oltářních obrazů.
Ve svých temnosvitných oltářních obrazech usiloval o dramatické zbožštění duchovního výrazu, kdežto v dynamicky komponovaných freskách na mystické a alegorické náměty umocňoval zářivost koloritu a dekorativní účinnost lokálních barev, aby se nástěnná malba uplatnila v barevně bohatém chrámovém interiéru jako jeho působivá dominanta. Z jeho žáků vyšel, mimo jiné, Franz Anton Maulbertsch. Na jeho fresky však navázali nejen jeho žáci, ale i další malíři jako byl M. Knoller, J. J. Zeiller aj.

## Díla

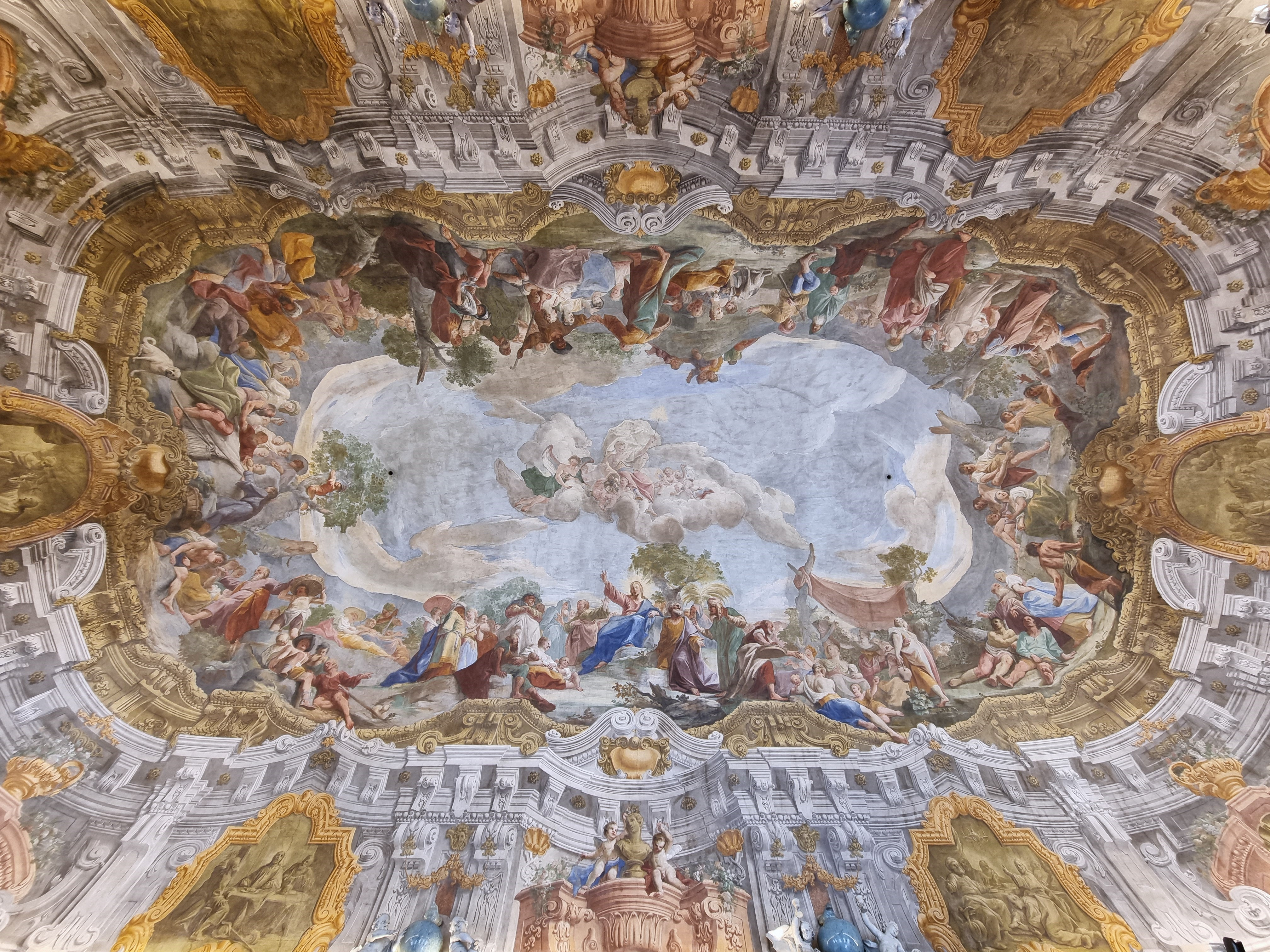
Zázračné nasycení pěti tisíců, slavnostní sál kláštera Hradisko

- Obrazová a fresková výzdoba kostela theatinů sv. Kajetána, Salcburk, 1727–1728

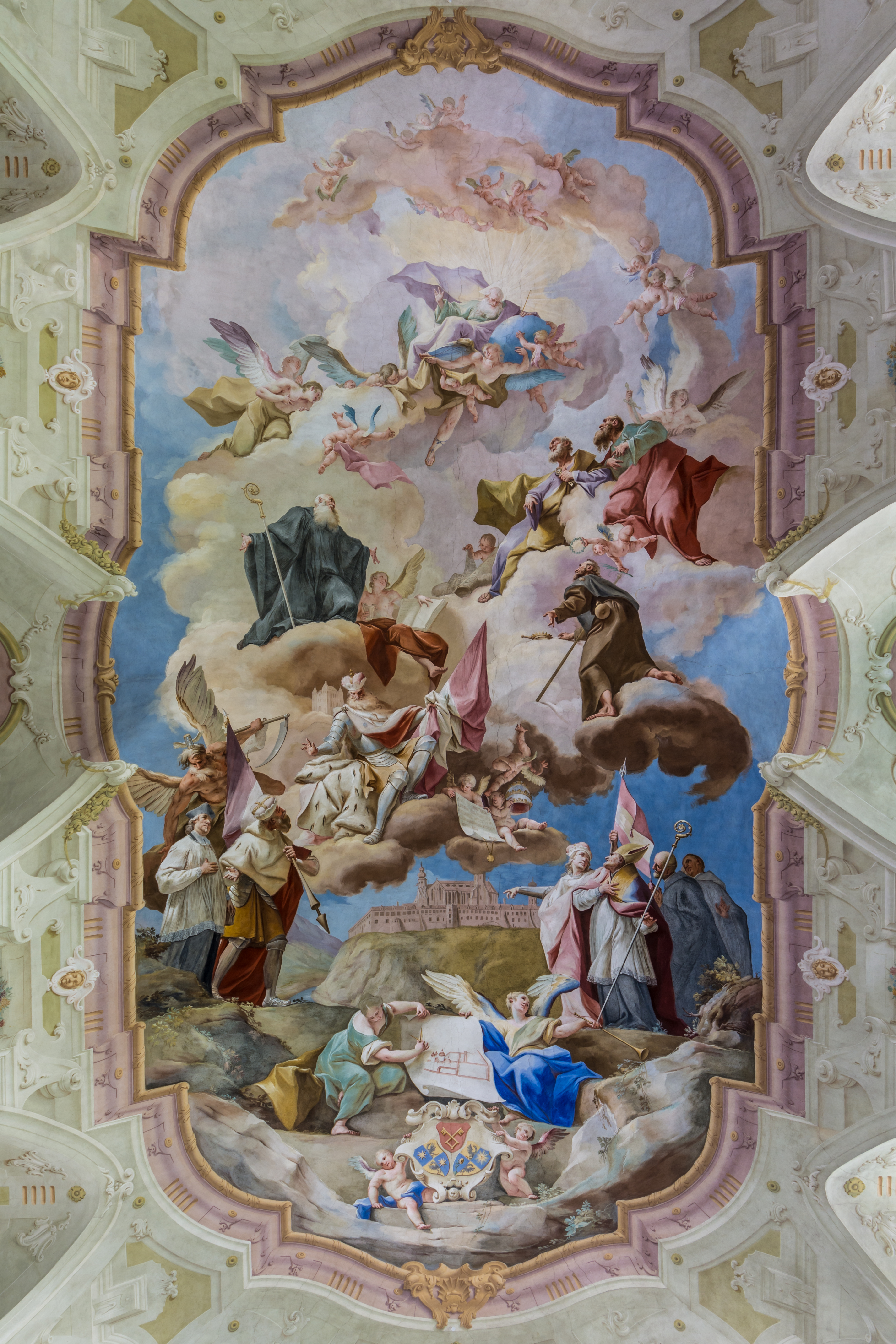
Oslava sv. Kolomana na klenbě sálu, klášter Melk

- Zázračné nasycení pěti tisíců, nástropní freska, klášter Hradisko u Olomouce, 1731
- Svatý Petr v souboji se Šimonem Mágem a Svatý Pavel na apoštolském sněmu v Jeruzalémě, Muzeum umění v Olomouci, olejomalby, původem z výzdoby prelatury kláštera Hradisko u Olomouci
- malba tří klenebních polí klášterní knihovny ve Zwettlu, 1732–1733
- Církev jako dárkyně spásy, Nebeský Jeruzalém a Apokalyptická žena, 1733–1734, nástropní malby na klenbě kostela benediktinského kláštera v Altenburgu, dolní Rakousko
- Apoteóza císaře Karla VI. jako slunečního boha Apollóna, mezi alegorickými postavami věd a umění, 1739, nástropní malba, schodiště císařského křídla kláštera Göttweigu, dolní Rakousko
- Oslava sv. Kolomana, malba na stropě Mramorového sálu v klášteře v Melku, 1745
- Adorace Beránka Božího všemi svatými, malba na klenbě dómu v Brixenu, 1748–1750
- Kristus na hoře Olivetské, olej na plátně, Österreichische Galerie Belvedere, Vídeň, kolem 1750
- Obrazová a fresková výzdoba kostela alžbětinek sv. Alžběty Uherské, Bratislava, 1754–1757Oslava sv. Kolomana na klenbě sálu, klášter Melk